# Phaenanthoecium
Phaenanthoecium es un género monotípico de plantas herbáceas perteneciente a la familia de las poáceas. Su única especie: Phaenanthoecium koestlinii (Hochst. ex A.Rich.) C.E.Hubb., es originaria del nordeste de África en Etiopía y Sudán.

## Sinonimia
- Danthonia koestlini Hochst. ex A.Rich.
- Streblochaete koestlinii Hochst. ex A. Rich.[2]